# Biblioteca do TSE
A Biblioteca do TSE  "Professor Alysson Darowish Mitraud" é uma biblioteca instituída e gerida pelo Tribunal Superior Eleitoral do Brasil. É especializada na área jurídica, com ênfase em Direito Eleitoral e matéria partidária. Possui acervo total com mais de 76 mil obras e oferece subsídios a tomadas de decisões e ao desenvolvimento das atividades administrativas do Tribunal. O espaço funciona atualmente no 1º andar do edifício-sede da Corte, no Setor de Administração Federal Sul, em Brasília, de segunda a sexta-feira, das 10h às 20h, para o público externo, e das 8h às 20h, para o interno.

## História
A primeira menção do Tribunal Superior Eleitoral para a necessidade de ter uma biblioteca na instituição é encontrada nos registros da Terceira Sessão Extraordinária de 11 de junho de 1932, onde  “O Sr. Affonso Celso propõe que o Tribunal inicie a formação da sua biblioteca, pedindo ao Ministério das Relações Exteriores que, por intermédio, das nossas Embaixadas ou Legações, obtenha exemplares das leis, regulamentos e outras publicações oficiais concernentes a eleições, dos paízes onde o Brasil tenha representação diplomática, especialmente do Uruguai e da Argentina, cuja legislação sobre tal matéria se assemelha ao recente Código Eleitoral Brasileiro. A proposta é unanimemente aprovada, declarando o Sr. presidente que vai providenciar a respeito.” (p. 15)
A Biblioteca é criada pela Resolução nº 755, de 30 de abril de 1946, após indicação do então ministro Francisco Sá Filho, sendo a primeira instalação da Biblioteca em 1953, no Rio de Janeiro, na Rua 1º de Março, atual sede do Centro Cultural da Justiça Eleitoral (CCJE), com 1.764 obras. Em 1960, com a transferência da capital do país para Brasília, o acervo foi levado para a sede provisória do TSE na Esplanada dos Ministérios. Em 1992, a Biblioteca foi transferida para o anexo I da antiga sede da Corte, localizada na Praça dos Tribunais Superiores, em Brasília.
Em fevereiro de 2005, o então presidente do TSE, ministro Sepúlveda Pertence, inaugurou as novas instalações da Biblioteca, batizada com o nome Professor Alysson Darowish Mitraud, em homenagem póstuma feita pelos servidores ao ex-diretor-geral do TSE, falecido no dia 10 de fevereiro de 2004. Em 2007, a Biblioteca do TSE recebeu a certificação do Conselho Regional de Biblioteconomia da 1ª Região. Em 2011, obteve do Instituto Falcão Bauer de Qualidade o Certificado de Conformidade ISO 9001:2008, que trata do atendimento ao usuário nos serviços de empréstimo e pesquisa de material bibliográfico. 
Com a inauguração da atual sede da Corte Eleitoral, no dia 15 de dezembro de 2011, a Biblioteca do TSE ganhou um novo espaço no 1º andar do edifício sede, contando com mais de mil metros quadrados. 
Atualmente, possui espaço amplo e iluminado, disponibilizando aos frequentadores mesas coletivas, balcão de atendimento e computadores com acesso à internet. O usuário pode utilizar a Biblioteca para estudo e pesquisa ao acervo.

### A primeira bibliotecária
Em abril de 1952 o espaço da biblioteca aparece no Boletim Eleitoral por meio de registro de uma carta de um desembargador ao Presidente do TSE sobre o recebimento do periódico em questão:
“A propósito da publicação do Boletim Eleitoral, o Ministro Edgard Costa, Presidente do Tribunal Superior Eleitoral, recebeu do Dr. Paes Barreto Filho, Juiz de Direito da 4.a Zona Eleitoral, na Comarca de Alegre, Estado do Espírito Santo, uma carta, acusando o recebimento daquela publicação, sobre a qual afirmou: "Trata-se de manancial precioso para nós, que nem o Diário Oficial recebemos. E o Juiz Eleitoral do interior é obrigado, por ocasião das eleições, a estar interpretando imediatamente, no tumulto das proximidades das eleições, as leis de que acaba de ter conhecimento pelo telégrafo nacional E, às vezes, essas leis não são claras ou são contraditórias. Não dispõe de biblioteca especializada, nem de revistas técnicas. O Boletim Eleitoral cresce, por isso, de valor como subsídio esplêndido para a classe". (p.43)
Neste mesmo exemplar está presente o Projeto de Lei N.° 1.737 — 1952 apresentado à Câmara dos Deputados para alterar o Quadro da Secretaria do Tribunal Superior Eleitoral, onde há um quadro comparativo entre a situação atual de cargos e a proposta de alteração. Neste quadro, está a proposta de criar o cargo de bibliotecário. (p. 39). 
No Boletim Eleitoral, em dezembro de 1952, em alusão à Mensagem n.° 180, de 29 de fevereiro de 1952, em que  “o Tribunal Superior Eleitoral solicita a reestruturação do quadro de pessoal de sua Secretaria, a exemplo do que já fora feito em relação ao Supremo Tribunal Federal, Tribunal  Federal de Recursos, Superior Tribunal Militar e outros.” , encontra-se o relatório do parecer da Comissão de Finanças, onde relata que “classificou os vencimentos de Bibliotecário no padrão "O" , embora j á tivessem sido elevados de "K " para "M" , pela Lei n.° 740, de 14-6-1949, e do padrão "M " fosse o mesmo cargo na Câmara e no Senado, como também classificou em "N' ' os vencimentos de Auxiliar de Bibliotecário, que eram do padrão "G " e, na Câmara e Senado, do padrão "J" .” (p. 181).

Em março de 1953, o Boletim apresenta o ato da Presidência que estabelece:
Pelo Senhor Ministro Presidente do Tribunal Superior Eleitoral e de acordo com as tabelas que acompanham a Lei n.° 1.814, de 14-2-53, publicada no Diário Oficial da mesma data, foram feitas as seguintes apostilas nos títulos de: Maria Clara Miguel Pereira, para o Padrão "M " de Bibliotecário. (p. 286).

## Rede de Bibliotecas da Justiça Eleitoral (Reje)
A Biblioteca do TSE gerencia ainda a Rede de Bibliotecas da Justiça Eleitoral (Reje), criada com o objetivo de interligar todas as bibliotecas eleitorais. A rede integra, em uma única base de dados, informações referentes aos acervos de todas as bibliotecas da Justiça Eleitoral. É composta pela biblioteca do TSE, que a gerencia, e pelas bibliotecas de todos os tribunais regionais eleitorais, somando ao todo 28 bibliotecas. O acervo é constituído por mais de 120 mil títulos catalogados.

## Biblioteca Digital
A Biblioteca Digital da Justiça Eleitoral (BDJE), criada em 2015, conta com mais de 10 mil itens catalogados, entre livros, artigos e periódicos, publicados ou não pela JE, e também a produção intelectual de ministros, desembargadores e servidores. O público externo pode consultar obras e fazer download das obras.